# Miconia ernstii
Miconia ernstii är en tvåhjärtbladig växtart som beskrevs av John Julius Wurdack. Miconia ernstii ingår i släktet Miconia och familjen Melastomataceae. Inga underarter finns listade i Catalogue of Life.